# Balzan
Balzan (forma estesa in maltese Ħal Balzan; in italiano storico anche Casal Balzan)  è un comune maltese al centro dell'isola di Malta, con una popolazione di 3 958 abitanti al 2014. Balzan è uno dei "Tre Villaggi", insieme a Attard e a Lia, insieme noti come area di residenza dei ceti maltesi più abbienti. Ricca di giardini lussureggianti, il suo motto è Hortibus undique septa, in latino: "Circondata da giardini".

## Storia
Come altri villaggi maltesi, Balzan deve probabilmente il suo nome ad una delle prime famiglie che vi presero residenza, i Balzan o Balzano, nome che significa letteralmente "esattore delle tasse", e che dovevano appartenere alla parrocchia di Birkirkara.
I primi insediamenti di Balzan risalgono alla prima metà del Quattrocento; originariamente era costituito da un gruppo di piccole dimore e poderi, ma successivamente si è sviluppato, trasformandosi in una parrocchia nel XVII secolo.
Durante la seconda guerra mondiale Balzan ha ospitato molti rifugiati dalla Valletta. Nel 1954 la cittadina è stata visitata dalla regina Elisabetta II.
Come con Attard e Lija, Balzan è un luogo ricercato e popolare tra le classi medio-alte. La popolazione è aumentata a causa dello sviluppo su larga scala, in gran parte sotto forma di condomini che sostituiscono le ville e i loro giardini. Tuttavia, ciò si verifica principalmente alla periferia del villaggio, e non al centro storico. La maggior parte di Balzan è area sotto protezione culturale-architettonica.
La chiesa parrocchiale, costruita nel Seicento, è dedicata a Nostra Signora dell'Annunciazione. La chiesa è costruita a forma di croce latina, ha un campanile e un'elegante cupola visibile da tutto il villaggio. La chiesa è costruita in stile toscano all'esterno e dorico all'interno. La statua utilizzata nella festa del villaggio celebrata nella seconda settimana di luglio è scolpita in legno da Salvatore Dimech (is-sarc) e mostra la Madonna e Gabriele Arcangelo. La parrocchia celebra anche la festa di san Valentino, che ha dato il nome alla stazione radio del paese, Radio Valentine, attiva fino al 2006.
Le due bande del paese, situate nella stessa piazza, sono la Banda di San Gabriele (di fronte all'ingresso della chiesa) e di Maria Annunziata (di fronte alla stazione di Polizia).

## Monumenti e luoghi d'interesse
- Chiesa dell'Annunciazione (Pjazza Bertu Fenech / Triq il-Kbira)
- Convento del Buon Pastore (Triq l-Idmejda)
- Collegio Stella Maris (Triq il-Kbira)
- Convento di San Francesco (Triq San Frangisk)
- Acquedotto Wignacourt (Triq l-Imdina)
- Le Tre Chiese (Triq it-Tliet Knejjes)
- Hospice Malta (Vjal il-Buon Pastur)
- Residenza Estiva Fra Giuseppe Zammit (Behind Church)

Bande musicali
- Banda di San Gabriele (Każin Tal-Banda San Gabriel)[4]
- Società Filarmonica Maria Annunziata (Is-Soċjetà Filarmonika Marija Annunzjata)

## Zone di Balzan
- Ta' Ganu
- Ta' Vestru
- Tal-Maħlut

## Sport

### Calcio
La squadra principale della città è il Balzan F.C..

## Galleria fotografia

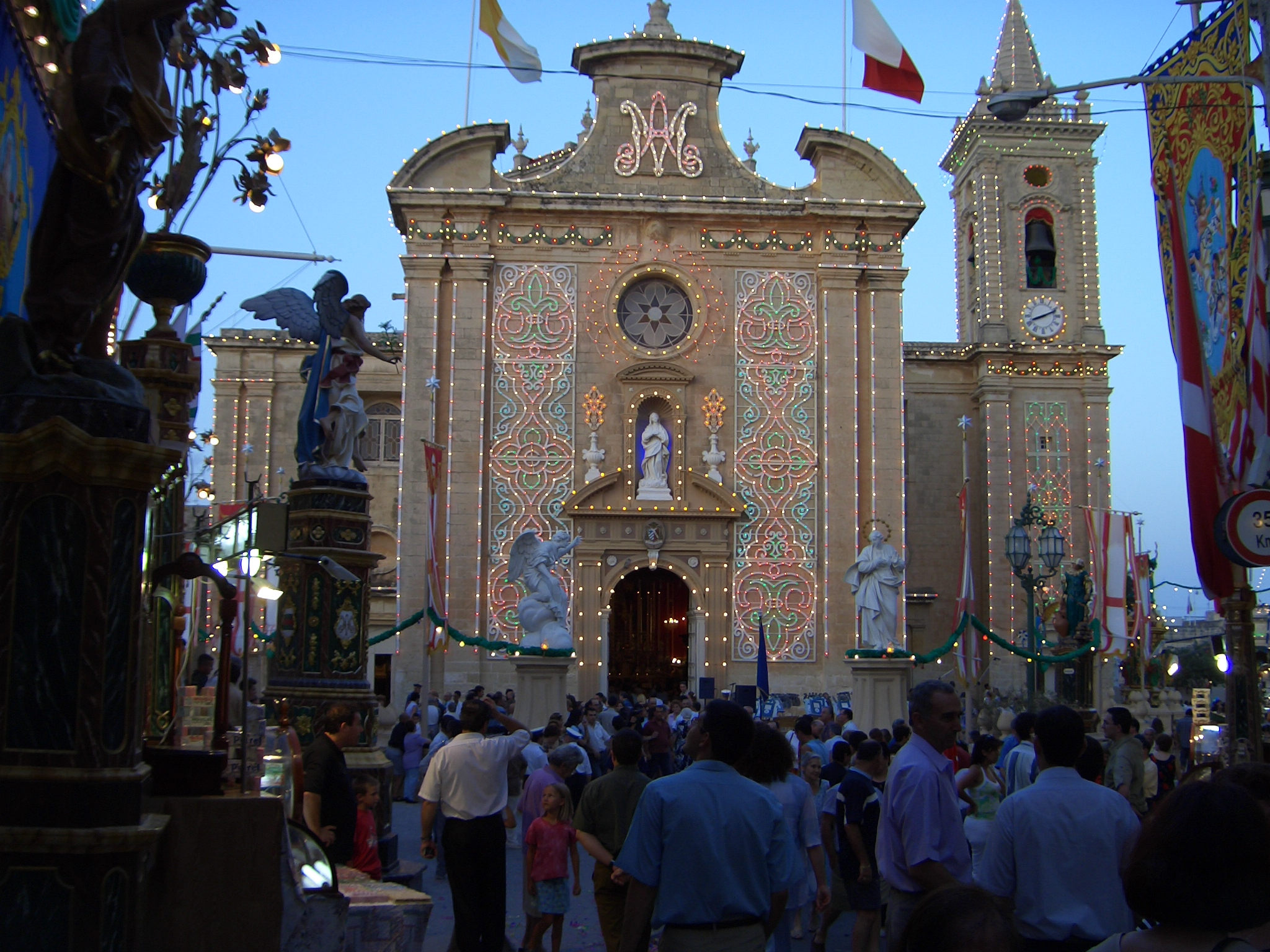
Parrocchiale durante la festa
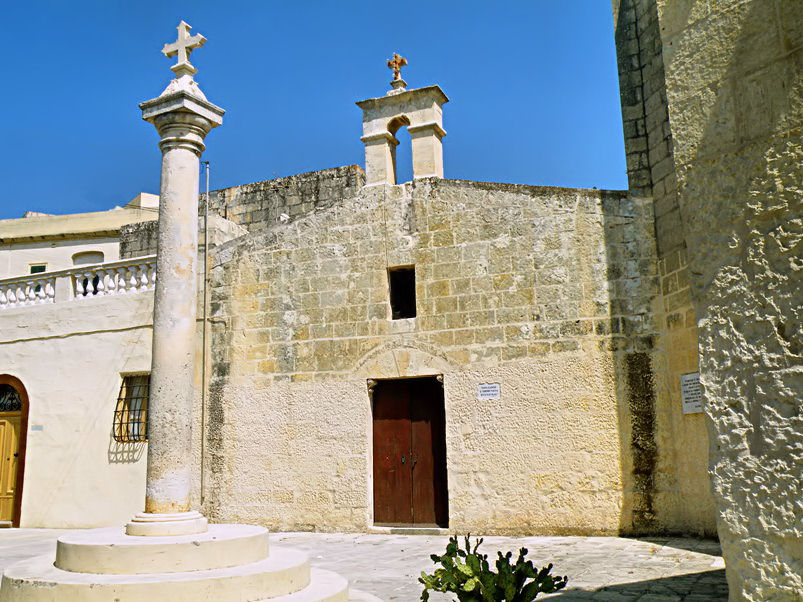
Chiesa medievale dell'Annunciazione
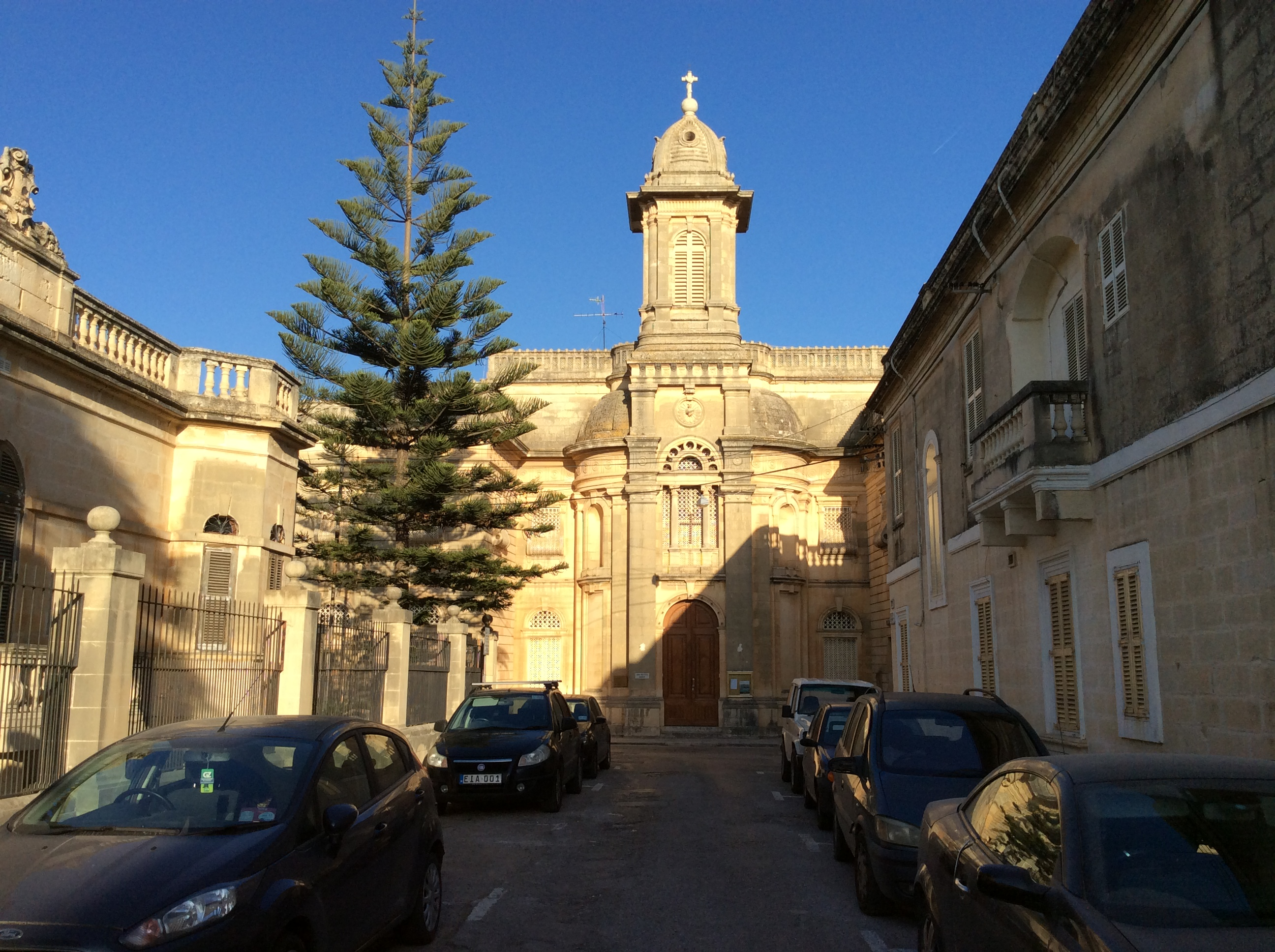
Chiesa e convento del Buon Pastore
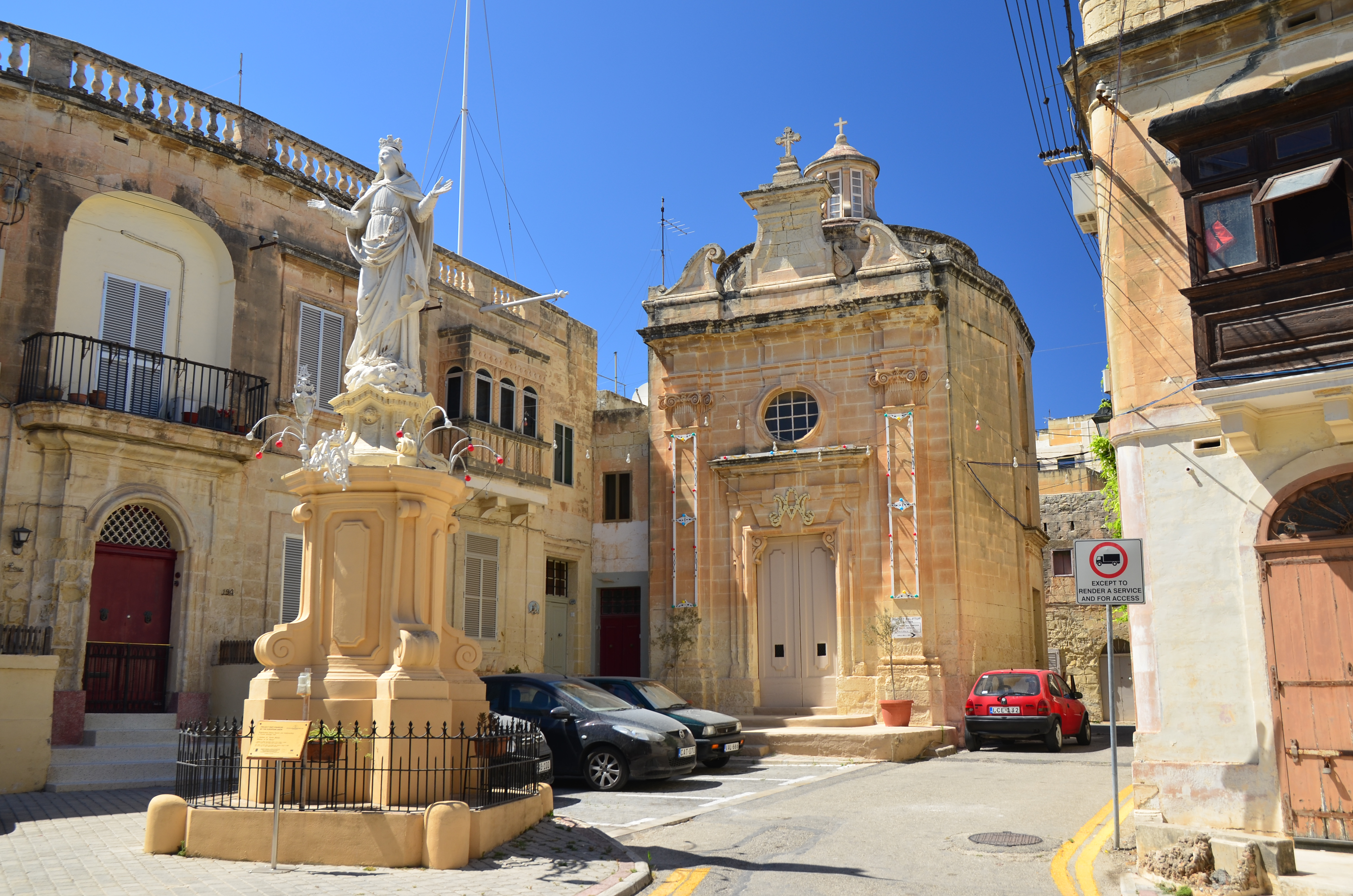
Chiesa di Santa Maria
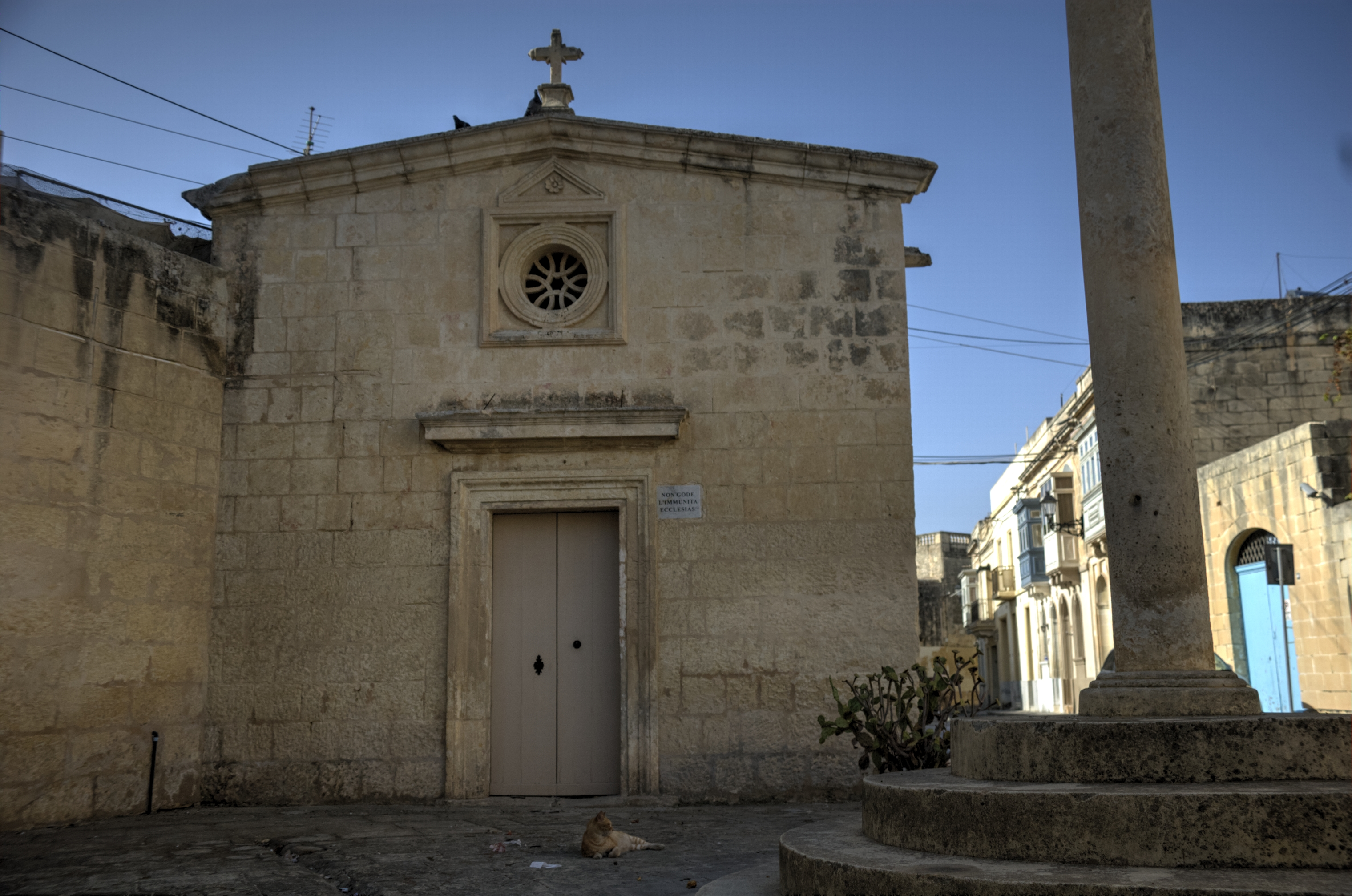
Chiesa di San Rocco
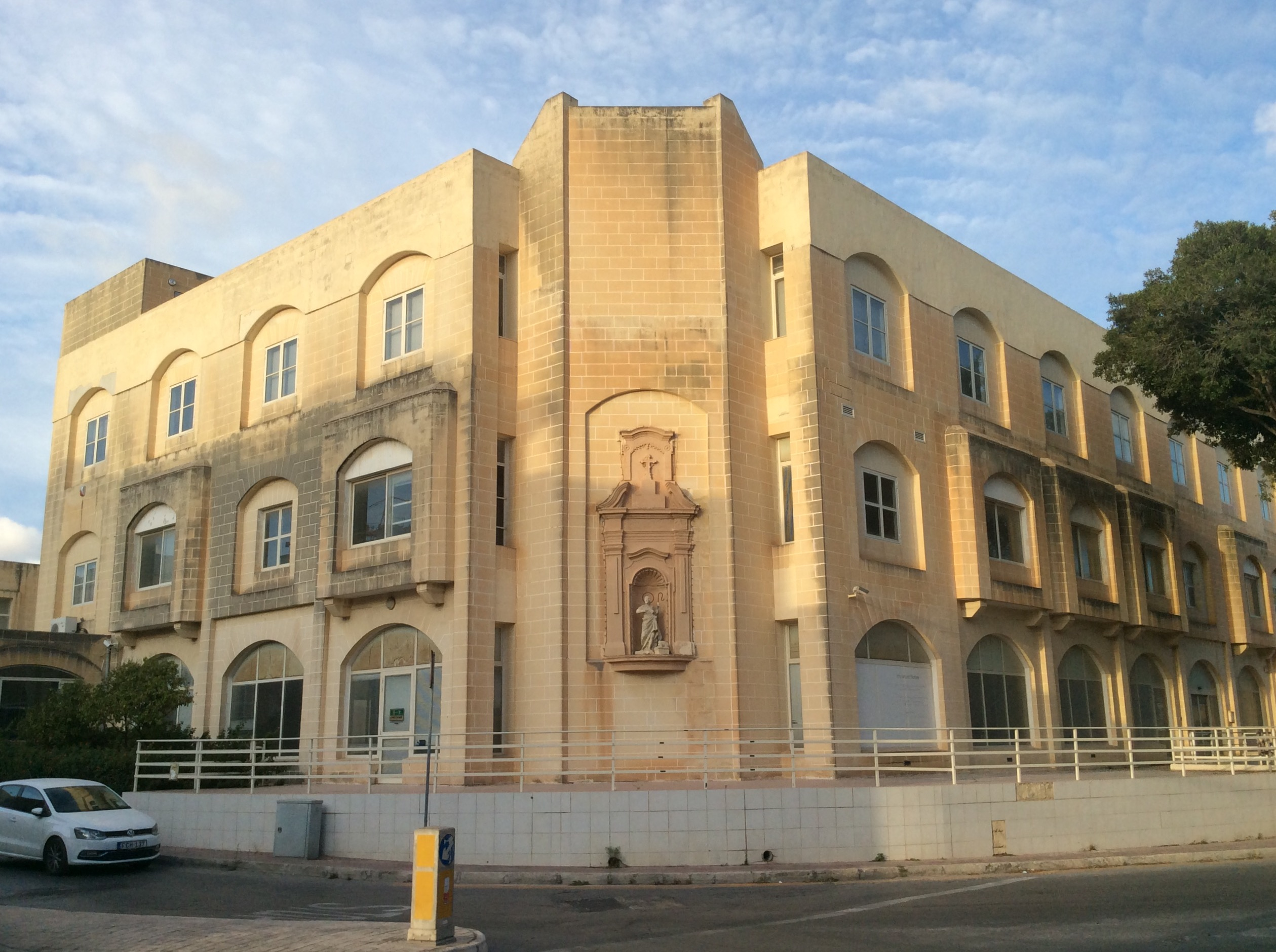
Nicchia di San Rocco
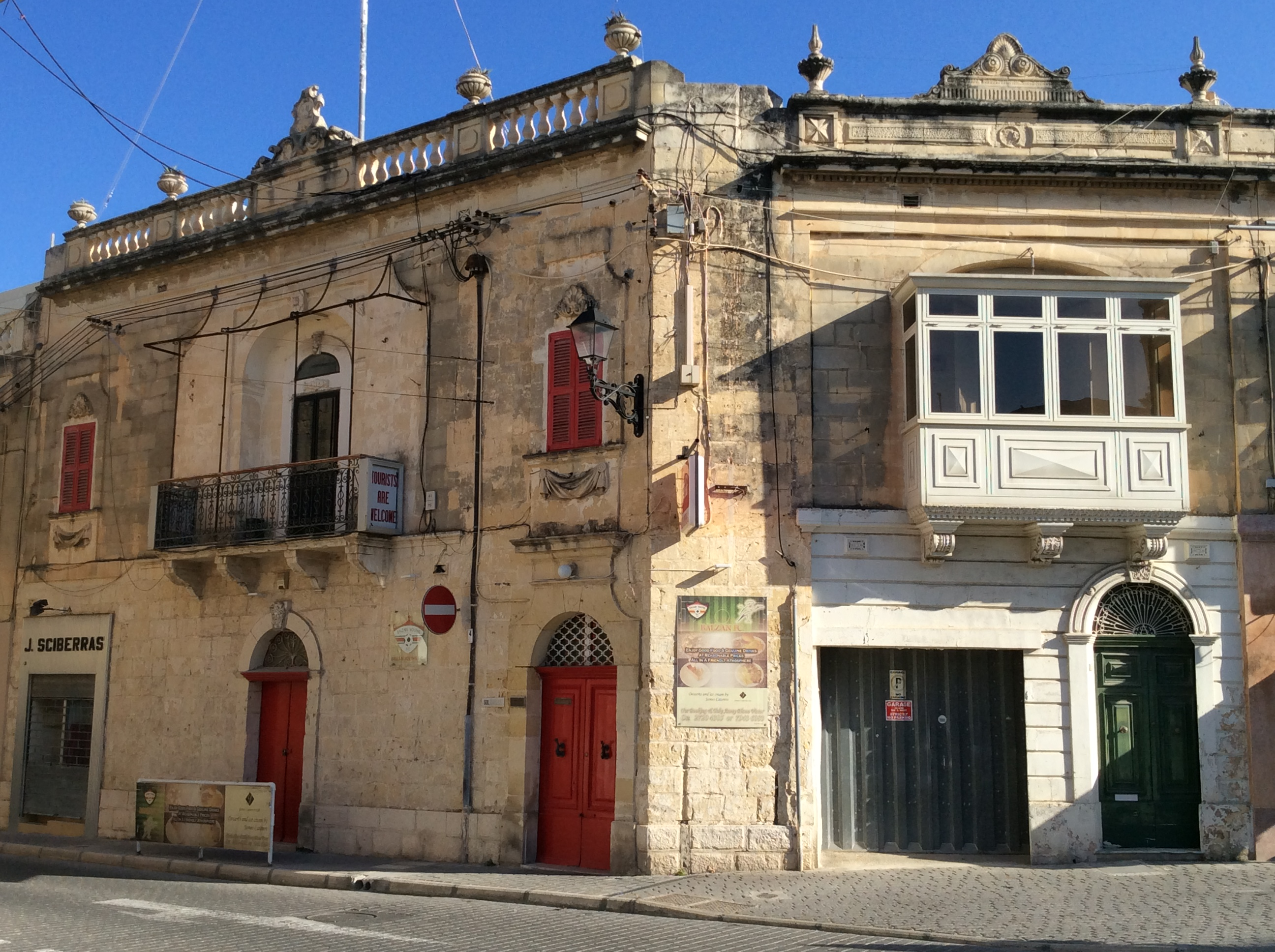
Piazza Bertu Fenech
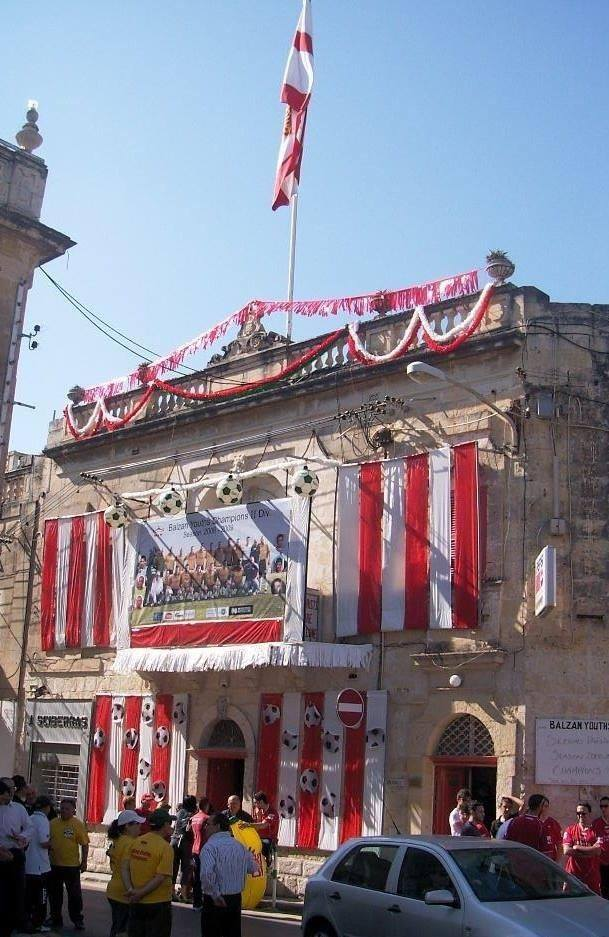
Solerville
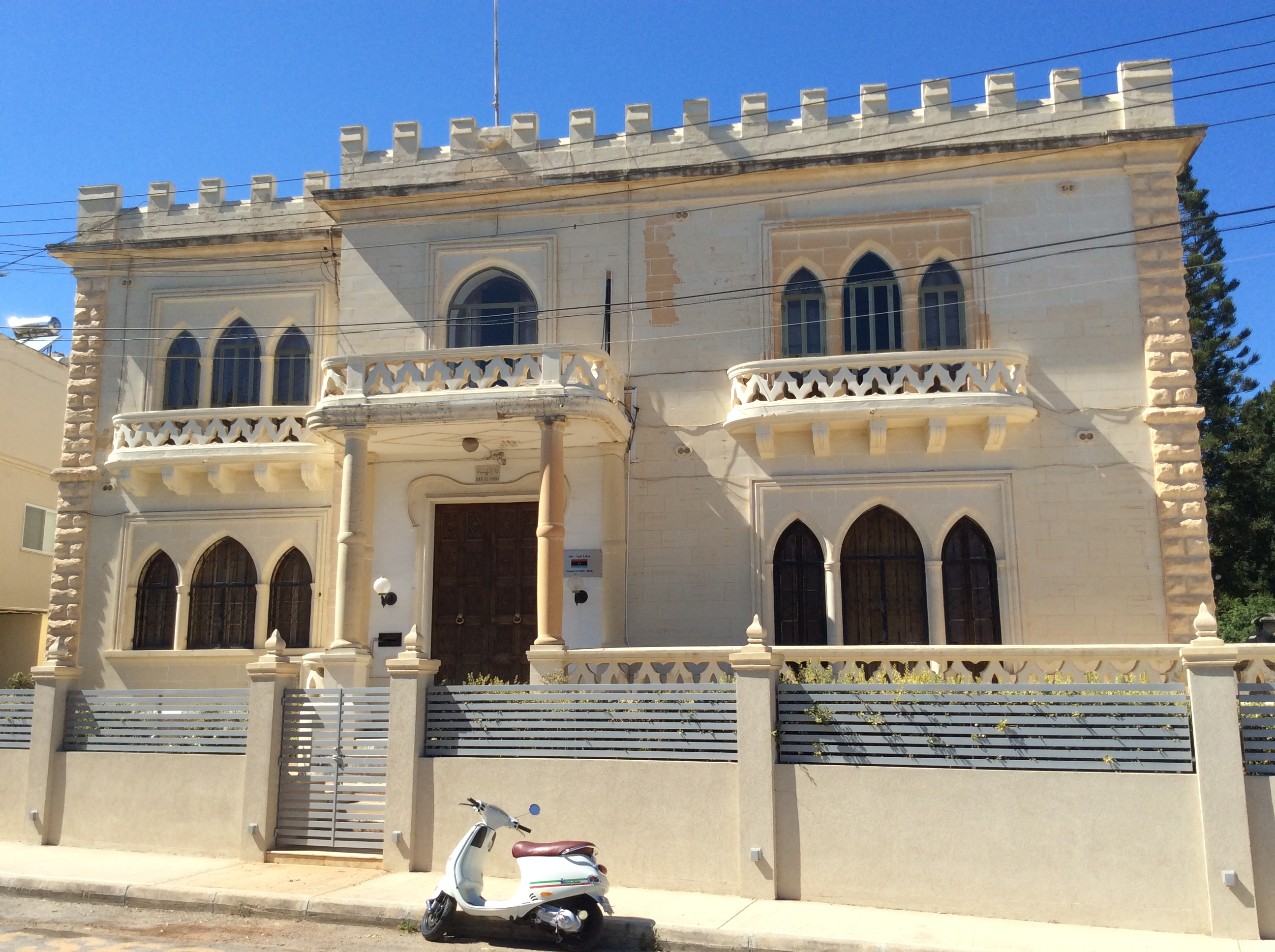
Dar El-Hana (Ambasciata libica)
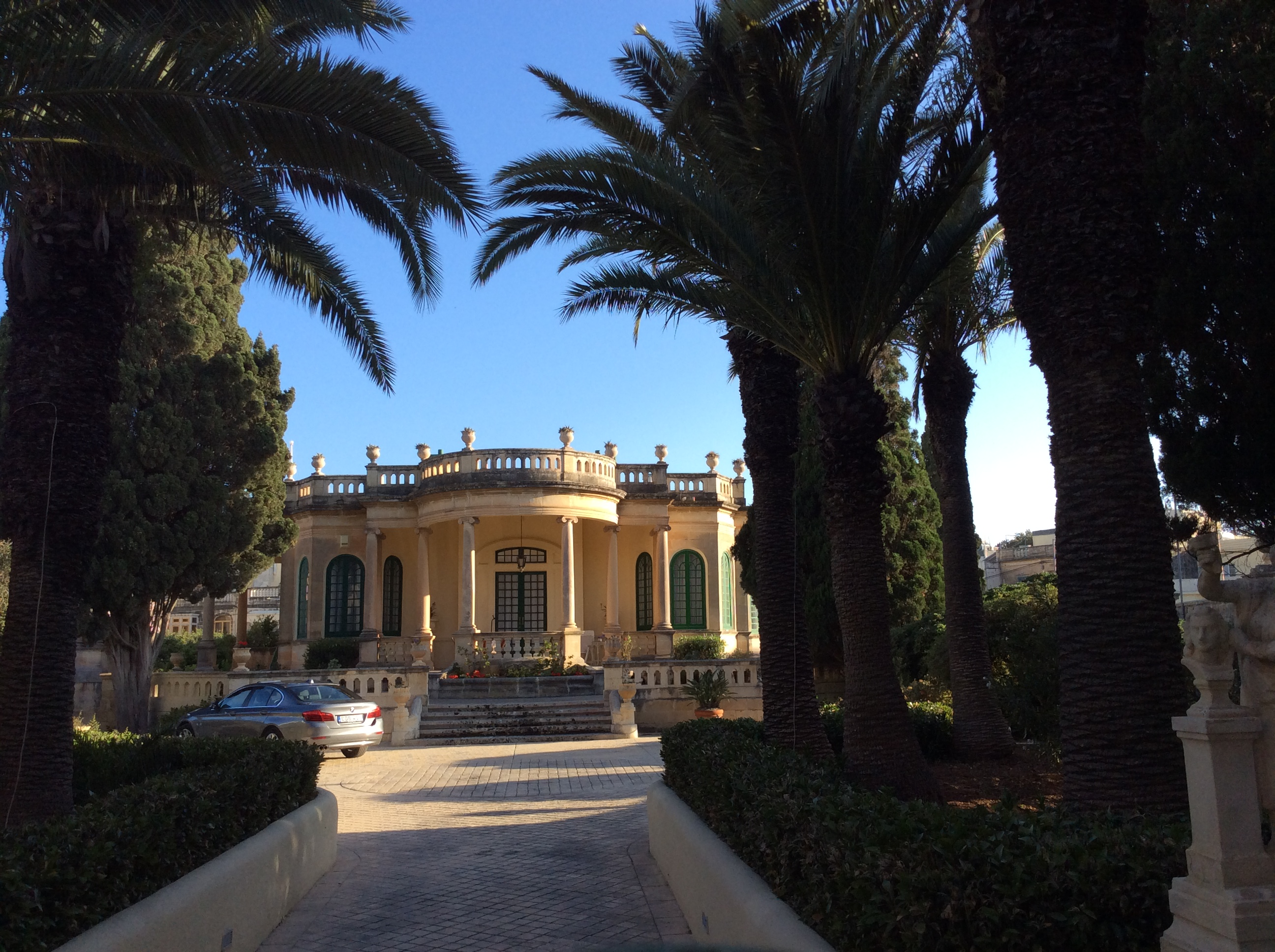
Villa Macedonia (Ambasciata spagnola)
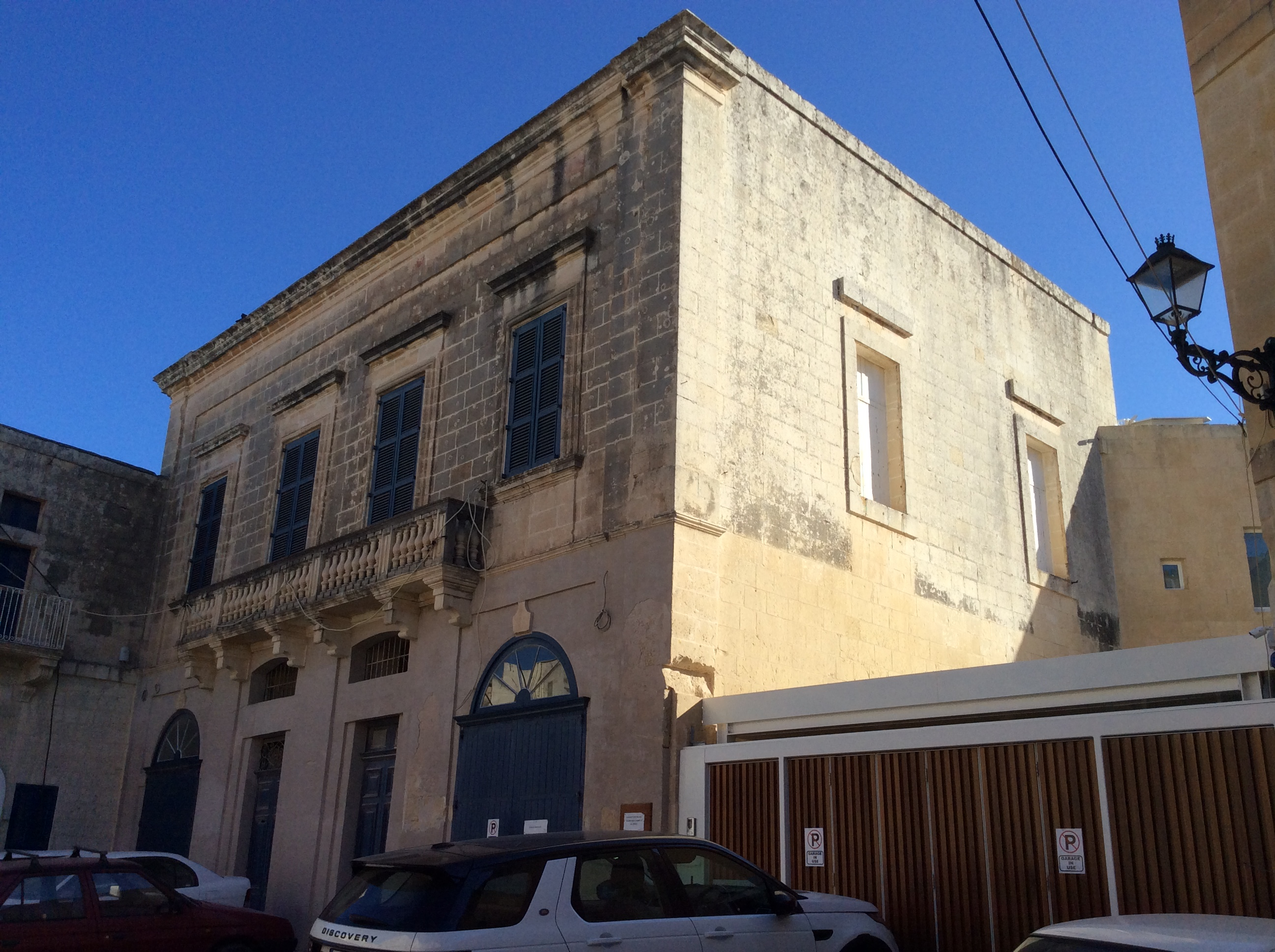
Palazzo Bosio, Triq it-Tlett Knejjes
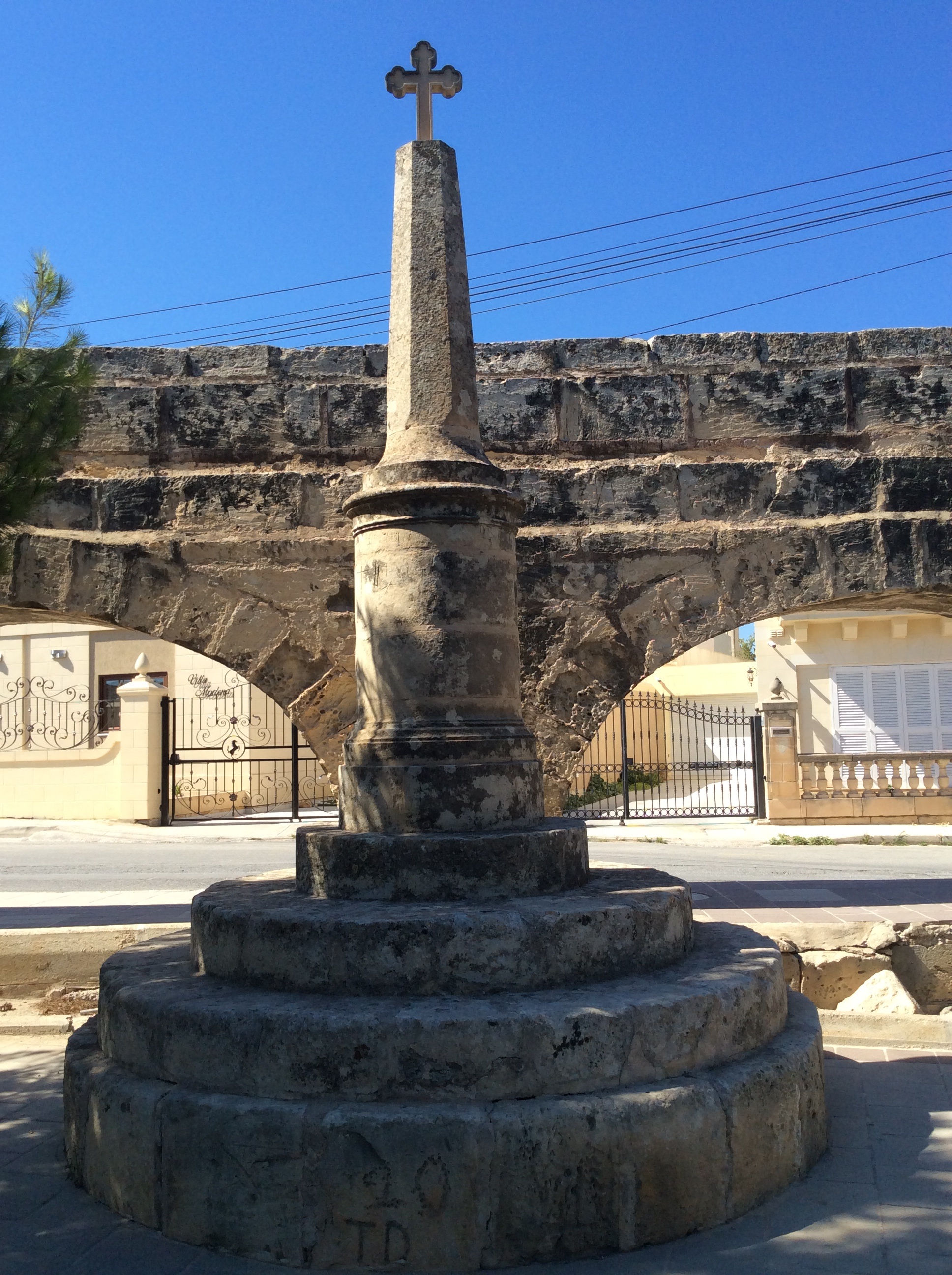
Acquedotto e croce di pietra